# Iglesia de San Pablo (Zaragoza)
La iglesia de San Pablo es llamada la tercera catedral de Zaragoza. Está situada entre las calles de San Blas y San Pablo, en el barrio de San Pablo (también conocido como El Gancho) de esta ciudad y su primera fábrica en estilo gótico-mudéjar data de finales del siglo XIII y la primera mitad del siglo XIV.
Desde su estado inicial, ha experimentado sucesivas ampliaciones en los siglos XV y XVI para atender a las necesidades demográficas del barrio de San Pablo, cuya población fue en progresivo aumento.
Ya durante la Edad Media el barrio de San Pablo llegó a tener casi tantos habitantes como el antiguo centro amurallado. Por esta razón, en 1284 se vio necesario derruir la antigua ermita románica de San Blas y construir un nuevo templo, que estaría terminado antes de la mitad del siglo XIV.
Se trata de una iglesia de grandes proporciones debidas a las muchas ampliaciones, que han configurado un espacio complejo y variado. Inicialmente constaba de una nave que albergaba capillas entre sus contrafuertes y poseía una cabecera de planta poligonal.
En el siglo XV se añaden dos naves al perímetro de su planta, con lo que se integró la torre, en principio adosada a los pies de la primitiva fábrica, inmersa en el interior del templo. No obstante, la parroquia siguió experimentando reformas y ampliaciones hasta el siglo XX.
Muy notoria es la torre mudéjar de planta octogonal, que constituye uno de los mejores ejemplos de torre mudéjar de la ciudad. Su interior alberga dos cuerpos concéntricos entre los que se sitúa una escalera y permite ver una panorámica de Zaragoza.
En el interior destaca su retablo mayor, realizado por Damián Forment en el siglo XVI. En 1931 fue declarado monumento nacional y en 2001 fue incluido dentro de la declaración de Patrimonio de la Humanidad que la Unesco decretó para los hitos más relevantes del mudéjar aragonés.

## Historia

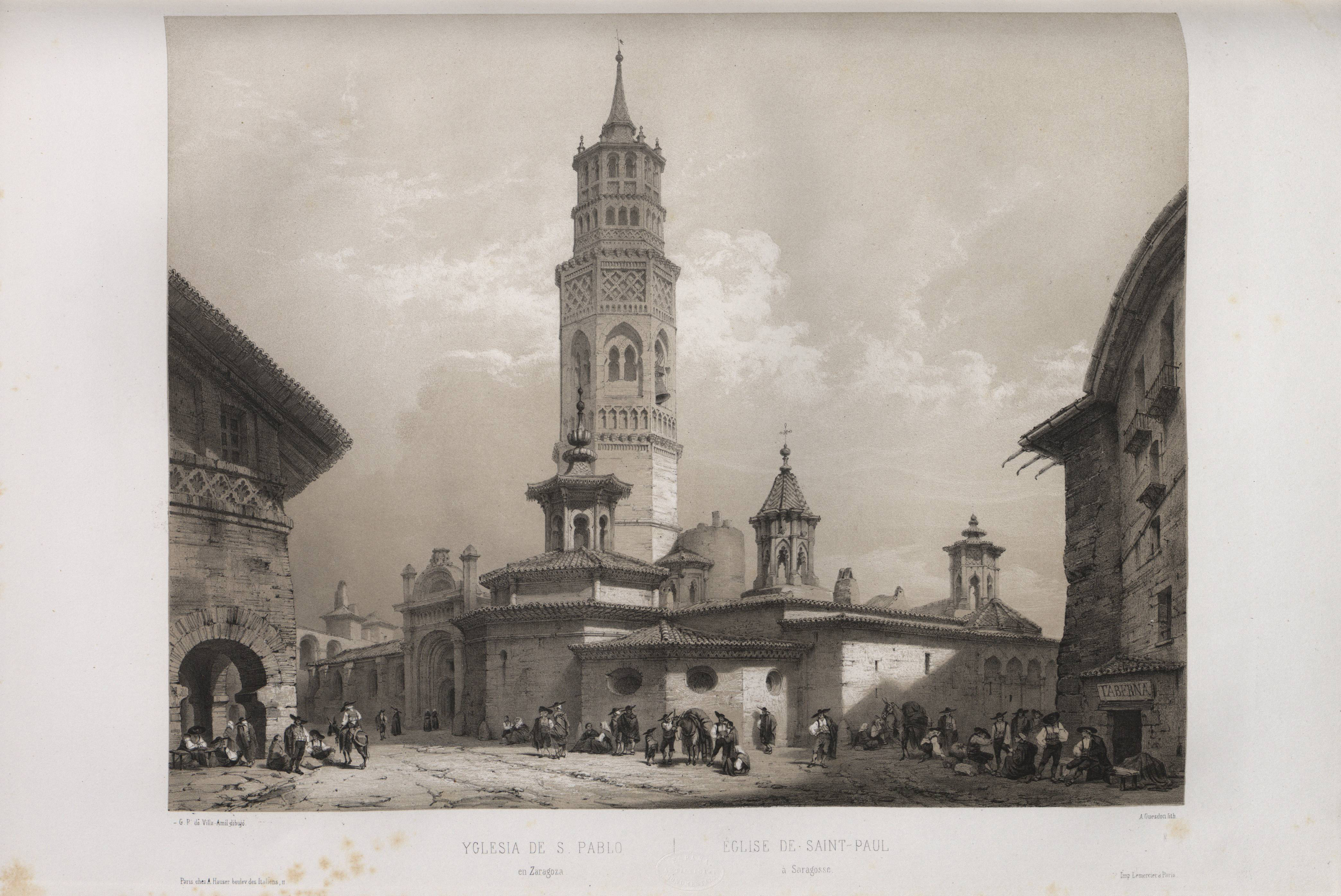
Grabado de la iglesia en España artística y monumental (1850)

La iglesia de San Pablo, en el siglo XIV, fue un templo de una sola nave de cuatro tramos cubiertos por bóvedas de crucería y cuyos contrafuertes generaban estrechas capillas con bóveda de cañón apuntado transversales al eje de la nave única. La cabecera remataba en un ábside poligonal de cinco lados. En los muros se abrían ventanas ojivales, una por cada tramo y por cada lienzo del ábside.
A su vez, y adosada a los pies de la iglesia, se levantó una torre en estilo mudéjar cuya obra finalizó antes de 1343. En los ángulos de los pies, se erigieron dos macizos contrafuertes circulares.
La ampliación principal de la parroquia se efectuó en el siglo XV con el añadido de dos naves laterales, mucho más estrecha la del costado norte. Con estos tramos se rodeó toda la fábrica primitiva, que continuaban por la cabecera como si se tratara de un deambulatorio, al otro lado del ábside poligonal y rodeando la torre; de este modo, ábside y torre quedaron integrados en la nueva planta. Así, las pequeñas capillas que estaban alojadas entre los contrafuertes desaparecieron para convertirse en espacios de transición entre la nave y las capillas laterales. Los nuevos tramos también incorporaron cubiertas de bóveda de crucería simple. 
En cuanto al exterior, destaca la portada del lado norte, que da a la calle de San Blas, también el siglo XV, de estilo gótico y esculpida en alabastro. Recibió los nombres de Puerta de la Tramontana o Puerta del Santo Cristo. Consta de una puerta de arco rebajado deprimido rectilíneo que descansa en dos fustes o jambas, con capiteles de cardinas, a cuyos flancos se sitúan sendas esculturas de San Pedro y San Pablo bajo doseletes de traza gótica. 

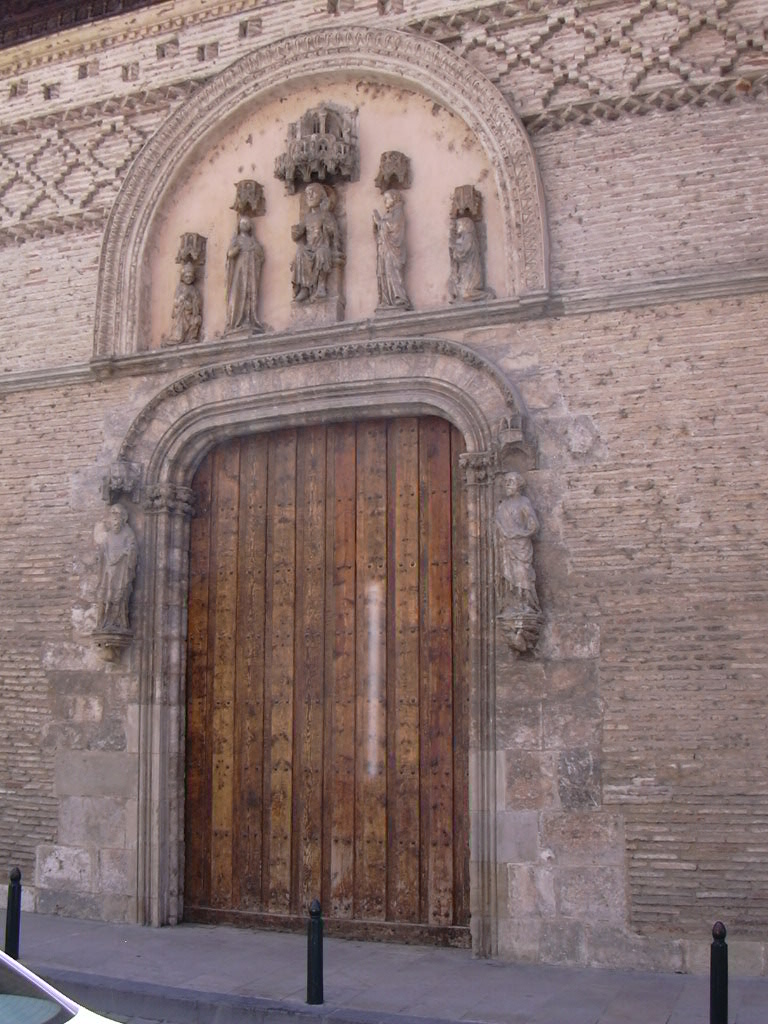
Portada del lado norte

Sobre la puerta se muestra un tímpano que descansa sobre una línea de imposta donde figuran esculpidas en altorrelieve unas figuras de Cristo sedente al que flanquean San Juan y la Virgen y a estos, San Blas y otro santo no identificado con seguridad. Todos ellos cubiertos por doseletes. Toda la portada está relacionada con la de la Seo de Huesca.
En 1594 se inicia una renovación de esta portada, que añade un gran alero de madera tallada con motivos renacentistas como guardapolvo, obra del maestro mazonero Antón del Prado y bajo la dirección general del maestro de obras Pedro Fuster.
Más tarde, de los siglos XVI al XVIII se abren aún más capillas en el flanco sur de la iglesia. Las primeras renacentistas rematadas en bóvedas de terceletes y la de la puerta de acceso del costado derecho (la actual entrada principal) en crucería estrellada. El resto, ya de estilo pleno del Renacimiento y Barroco, se cubren con cúpulas sobre pechinas que rematan en linternas para su iluminación.
También se reformó la decoración del interior. Consta en 1571 la de las ventanas del templo, que el maestro Juan de Miraso ornó con decoración renacentista de yesería.

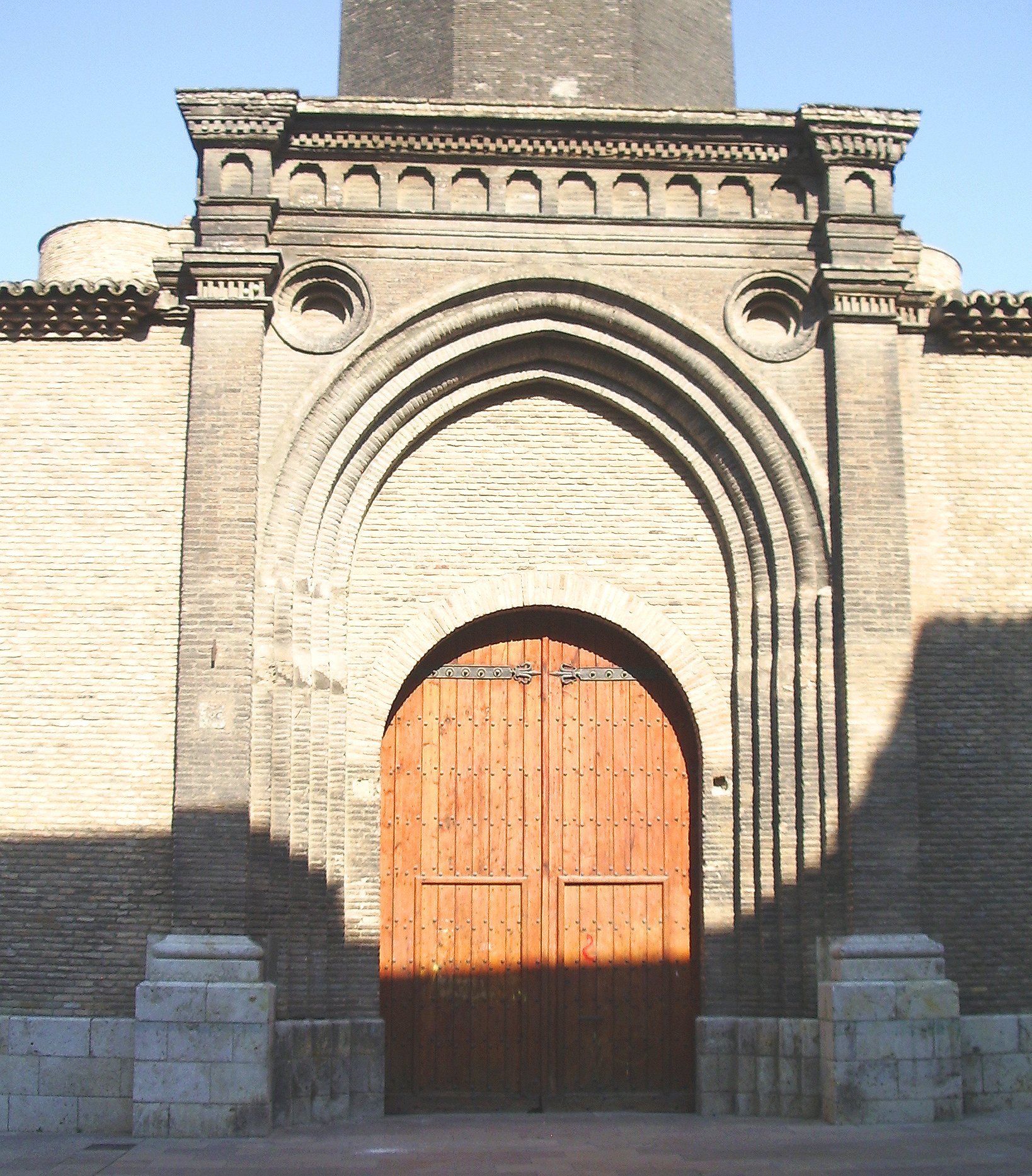
Puerta del Fosal

Además de todo ello, en 1587 se abre una nueva portada a los pies, necesaria tras haberse remodelado este espacio al exterior, convertido en la actual plazuela de San Pablo. Recibió el nombre de Puerta del Fosal y, posteriormente, de Puerta de los Ajusticiados.
La actual portada principal del lado sur comenzó a ser renovada en el siglo XVII, etapa a la que pertenecen el arco de medio punto con su rosca resaltada en recuadros de la puerta de ingreso y la imagen de Nuestra Señora del Pópulo del remate, alojada en una hornacina. Más tarde, a finales del siglo XVIII (entre 1795 y 1798) se termina el conjunto cerrando la portada con un arco de medio punto de grandes dimensiones de vueltas abocinadas. Este está flanqueado por pilastras toscanas de fuste estriado que sujetan un entablamento de metopas. A los lados se incorporan otras dos pilastras lisas rematadas en jarrones. Todo el conjunto se recubrió en piedra.

## Torre campanario

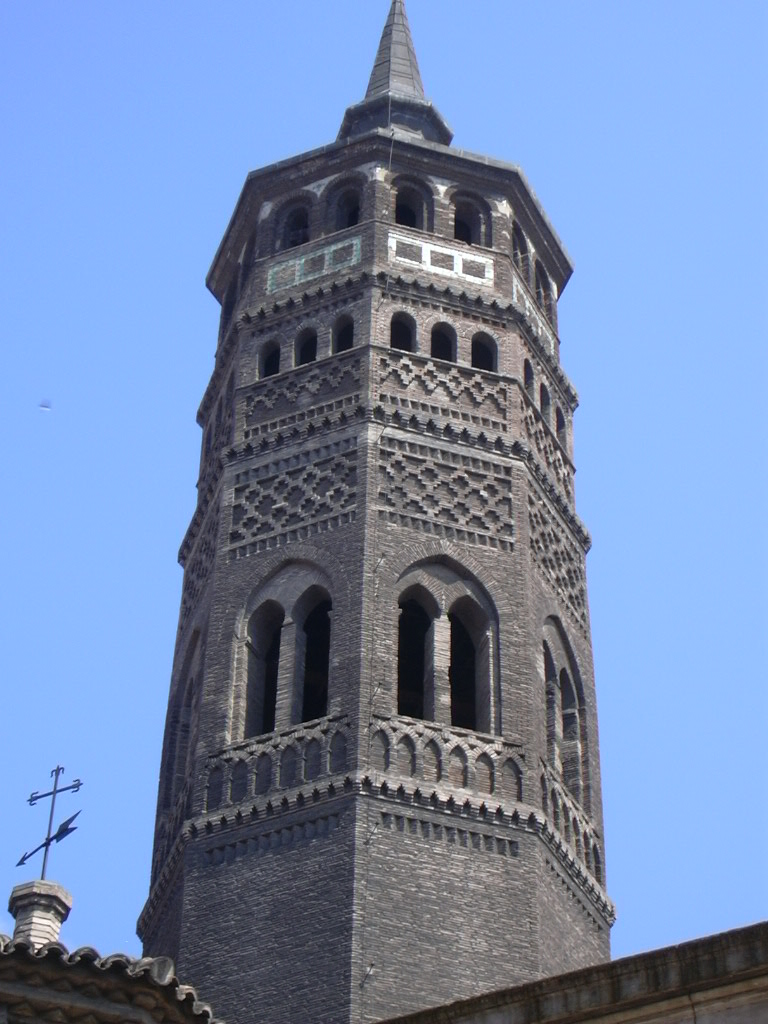
Torre de San Pablo

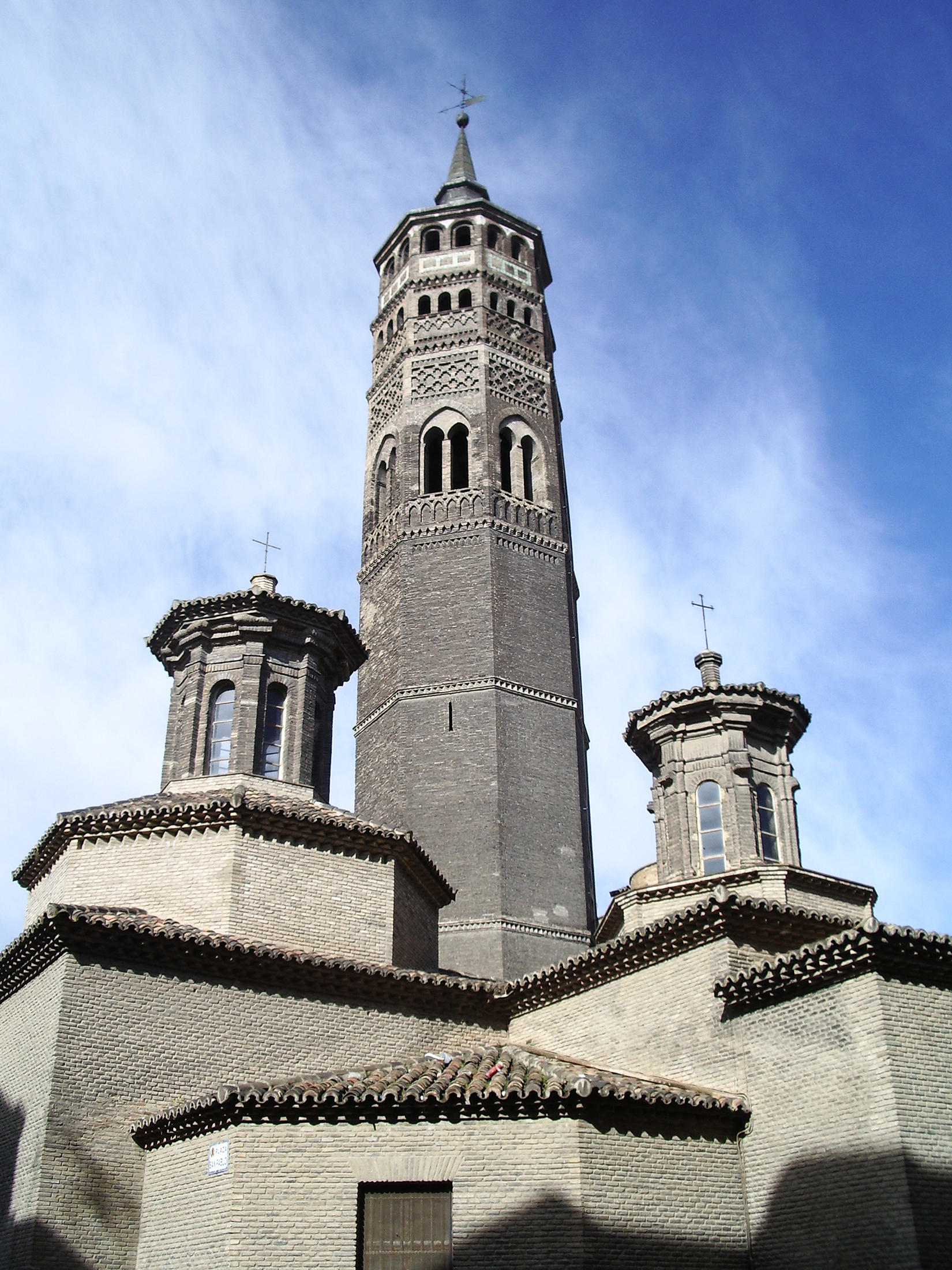
Torre mudéjar y linternas de las capillas del lado sur

La torre es de planta octogonal con dos torres embutidas una dentro de la otra. En el espacio entre estos, discurre una escalera de bóveda de hiladas de aproximación. Tanto el edificio de la iglesia como la de la torre está realizada en ladrillo y presenta, en esta última, decoración mudéjar de espigas, arquillos apuntados y de frisos de rombos.
Los primeros cuerpos no son visibles desde el exterior, pues están inmersos en la iglesia. Se pueden apreciar desde la Claustra, y destaca un friso de arcos de medio punto entrecruzados, de tradición árabe.
En el quinto cuerpo aparece un vano ciego apuntado donde se alojan dos ventanas túmidas gemelas por cada lado. El sexto recibe lacería de rombos y tres ventanas por lado y el último cuerpo, ya del siglo XVII, consta de dos vanos sobre recuadros de azulejos por cada cara.
Remata todo el conjunto en un chapitel (renovado en 1849 por José Yarza y Miñana) en forma de pirámide cónica muy estilizada con una bola en su cúspide sobre un pequeño tambor octogonal.

## Retablo mayor

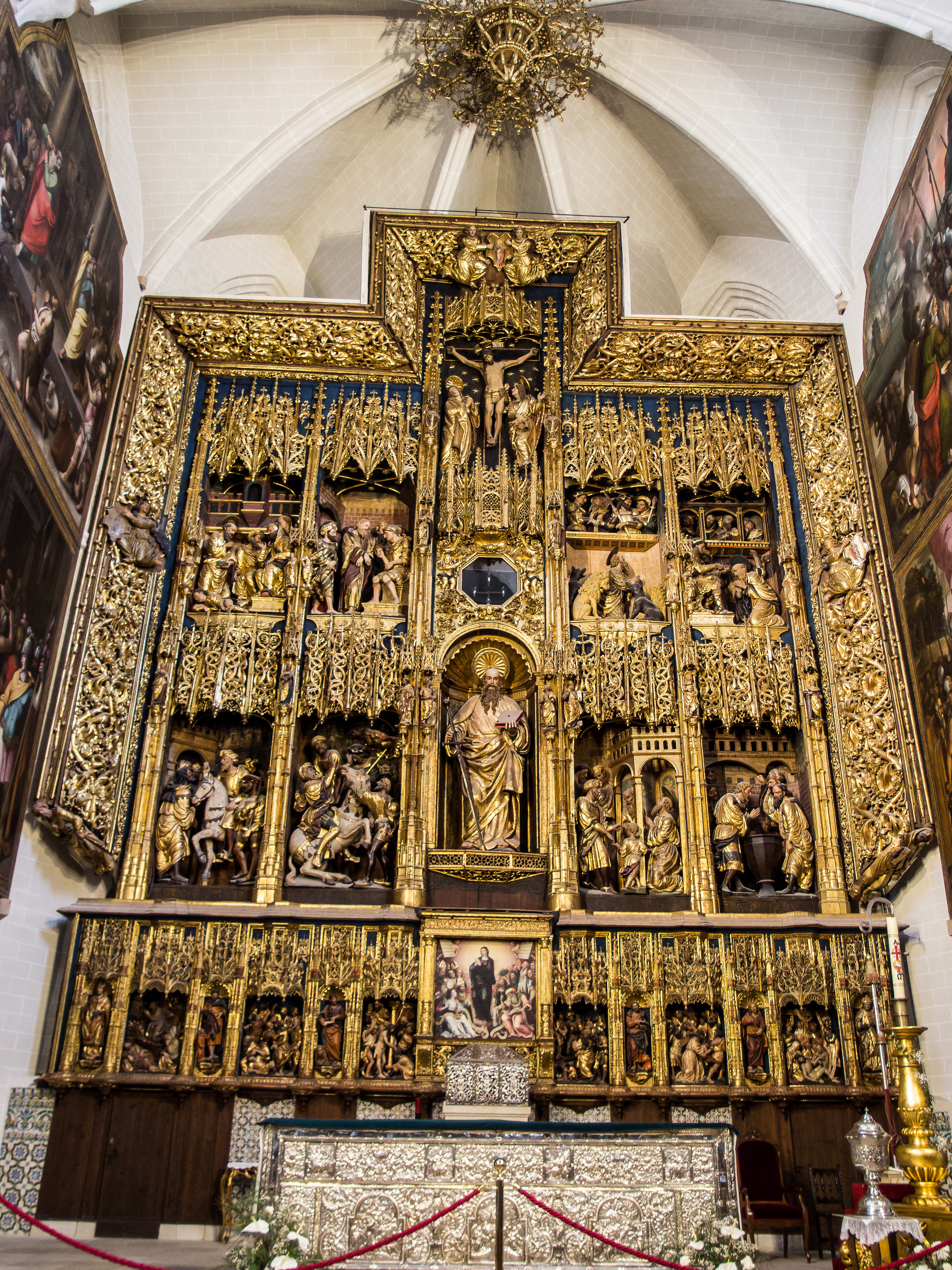
Retablo Mayor

Una de las joyas de San Pablo es sin duda su retablo mayor. Fue encargado en 1511 a Damián Forment, autor del retablo de la Basílica del Pilar, y concluido en 1531. Está tallado en madera dorada y policromada. Contiene banco y cinco calles, más ancha y alta la central. Los espacios entre calles presentan pináculos con estatuas bajo doseletes góticos. Sin embargo el guardapolvo alberga ornamentación renacentista.
En el cuerpo inferior de la calle central se aloja, en una hornacina avenerada, la imagen del titular del templo, el apóstol San Pablo, en una escultura exenta. Encima de este se sitúa un óculo que sirve como sagrario, como era habitual desde el retablo de La Seo de Zaragoza, del siglo XV. En el espacio superior figura un Calvario.
En el banco aparecen relieves con el tema de la Pasión y en las calles laterales están narradas escenas de la vida de San Pablo. En 1524, el fustero Juan Vierto realizó las puertas, pintadas en 1596 por Jerónimo de Mora y Antonio Galcerán con escenas de los Evangelios pintadas en grisalla en las hojas exteriores y de los martirios de San Pedro y San Pablo en las interiores.

## Presbiterio, coro, sacristía y capillas
Otros elementos de esta iglesia dignos de mención son el trabajo de platería del altar de la 
capilla mayor o presbiterio y otras obras artísticas 
relacionadas con él, la 
realización renacentista del coro y otros tesoros artísticos de este templo, muchos de ellos alojados en el interior de las capillas.

### Presbiterio
Tras el sagrario del retablo mayor se encuentra un notable óleo sobre tabla de Jerónimo Cósida, pintor renacentista de estilo manierista, de mediados del siglo XVI cuyo asunto es la Inmaculada Concepción flanqueada por los Patriarcas del Antiguo Testamento y los Doctores de la Iglesia, de.
Destaca sobre todola obra de platería que recubre el frontal del altar, finalizado en 1720 por José Godó y su ayudante Bernardo Garro. Presenta una decapitación de San Pablo junto con otros temas: San Pedro, la Virgen del Pópulo, San Juan Evangelista y la conversión de san Pablo. Todo ello flanqueado por sendos obispos.
La cabecera de la iglesia conserva paños de azulejos polícromos del tipo de los talleres de Muel, obra de Alejos de Alborge de 1571, un maestro azulejero de María de Huerva.

### Sacristía
Para el espacio de la sacristía se aprovecharon algunas dependencias construidas para este uso en el ángulo suroriental de la iglesia, a la derecha de la cabecera del templo. La puerta de acceso está trabajada en yeso, obra del siglo XVI, en cuya parte superior figura un medallón con la efigie de San Pablo.

### Coro
Realizado bajo la dirección de Jerónimo Cósida entre 1569 y 1572, consta de una obra de sillería y un órgano inspirados en los de la Catedral de La Seo de Zaragoza. La talla de ambos elementos se debe a los hermanos Juan Carnoy y Francisco Carnoy, con la colaboración de Jerónimo de Mora, Alonso de Leznes y Pedro Pertús. De 1727 a 1752 se cerraría con la reja actual de bronce elaborada por el maestro Puch. Como curiosidad, del dorado de las esculturas de su remate se encargó José de Goya, el padre del conocido pintor Francisco de Goya.

### Capillas
Comenzando el recorrido por el costado derecho a la altura del presbiterio (flanco sur de la iglesia desde la altura de la cabecera) y en dirección a los pies aparecen:

#### Capillas del lado sur

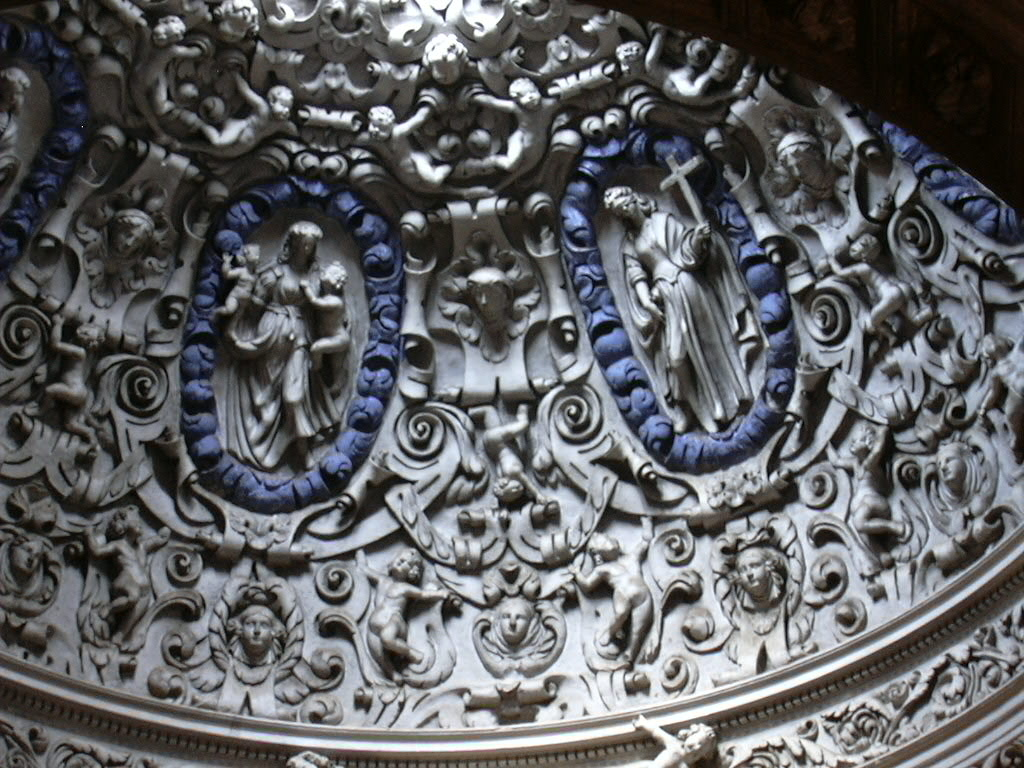
Cúpula barroca de la capilla de Nuestra Señora del Pópulo, obra de Felipe Busiñac

Capilla de la Virgen del CarmenAloja una talla de Santa Ana, la Virgen y el Niño Jesús en madera dorada y policromada del siglo XVI y vuelta a pintar, con probabilidad, en el siglo XVII.
Capilla de San Pedro y San PabloConserva un retablo del siglo XVI de pintura sobre tabla con escenas de la vida de estos santos.
Capilla de la Virgen del RosarioContiene obras de gran interés. Así, es notable la rejería de la embocadura, de comienzos del siglo XVII. El retablo del frontal data de 1601 y fue realizado en estilo herreriano por Juan Chando. Muestra pintura al óleo sobre lienzo, y luego adherida al soporte de tabla que conforma el retablo. En él se observa el influjo del arte de Jerónimo Cósida. Ante el retablo se sitúa una talla de la Virgen y el Niño, de inicios del XVIII. A su derecha está el retablo de Santa Catalina, de finales del siglo XV. A la izquierda, la tumba de Diego Monreal, obispo de Huesca, de 1607. Es una tumba yacente del prócer en arcosolio esculpida en alabastro cuyo sepulcro acoge relieves de su escudo, inscripciones y una Resurrección.
Capilla de San Miguel del TercioCerrada con rejería de bronce del siglo XVII, aloja un retablo pintado barroco de finales del mismo siglo, ensamblado por Jaime Rosic, que muestra un San Miguel y escenas de su vida. Los lunetos, cúpula y pechinas estaban decoradas con pinturas, hoy deterioradas, atribuibles a Jerónimo Secano y cuya técnica era bastante suelta. También aquí se conservan los arrimaderos de azulejería, en este caso de finales del siglo XVII de factura de los talleres alfareros de Muel.
Capilla de Nuestra Señora del PópuloSituada la primera, a los pies del lado sur, es una de la más destacadas y con mayor devoción popular hacia su Virgen titular. La capilla actual data de 1673 y fue ejecutada por José Felipe Busiñac y Borbón en estilo barroco tardío. la cúpula aparece ornamentada por trabajo de yesería barroca. El retablo no tiene tanto interés, si bien alberga la imagen pintada de la Virgen del Pópulo, que, según antigua tradición, habría sido traído de Roma por un devoto llamado Pedro Victoria. Se situó en una hornacina con trampantojos de falsas perspectivas de espejos.

#### La Claustra

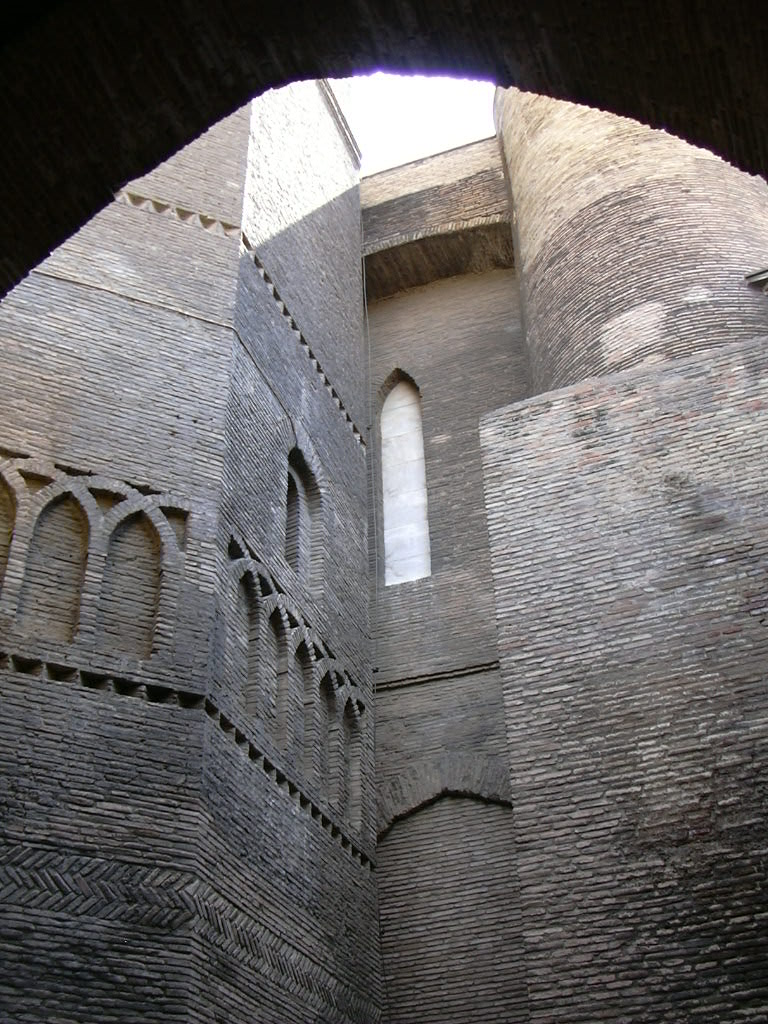
Vista de los cuerpos inferiores de la torre y uno de los contrafuertes semicirculares desde el interior de la Claustra

El espacio de los pies está convertido en dependencias de uso eclesiástico. Este espacio es denominado en la documentación de su ampliación como «La claustra».
Desde ella se pueden contemplar, a través de las ventanas de sus paredes, la decoración de los cuerpos inferiores de la torre mudéjar, ocultos tras la inmersión de esta en el espacio de la iglesia. De esta manera podemos contemplar la decoración de los pisos iniciales de la fábrica mudéjar de la torre.
Asimismo, se pueden ver desde este espacio los contrafuertes de planta circular situados en los ángulos de la antigua zona de los pies de la iglesia. Ambos contrafuertes son completamente macizos.
Capilla del Santo CristoDentro de la Claustra y detrás del trascoro, en el centro de los pies del templo, en el flanco occidental, se encuentra la capilla del Santo Cristo, cubierta con bóveda estrellada, y que fue renovada en 1690 por iniciativa del conde de Guara, Artal de Azlor. Hay documentación acerca de la talla del Crucificado datada a finales del siglo XVI, pero la imagen actual debe ser de comienzos del siglo XVII. Ante esta se muestra un óleo sobre lienzo de la Virgen y San Juan.

### Véase
- Cofradía de Nuestro Padre Jesús de la Agonía y Nuestra Señora del Rosario en sus Misterios Dolorosos o del Silencio

#### Nave del lado norte
Dada su estrechez, forman parte del espacio de la iglesia sin solución de continuidad unos retablos situados en los tramos de la nave del costado izquierdo de la iglesia.
Retablo de San BlasDe estilo barroco, de entre 1750 y 1770, muestra esculturas de San Joaquín y Santa Ana trasladados en 1813 desde la desaparecida Iglesia de San Lamberto. Aquel santo titular fue sustituido por la antigua imagen del altar mayor de San Blas de talla gótica de finales del siglo XIV o principios del siglo XV
Retablo de Santa BárbaraDe la misma época que el anterior, tiene banco y tres calles. La santa titular es acompañada de tallas de San Lamberto, San Isidro Labrador, San Cristóbal y San Esteban Protomártir. En la parte superior figuran las Virtudes.
Retablo del Ecce-Homo o de Jesús NazarenoRealizado entre 1630 y 1640, está enmarcado por columnas corintias dobles y presenta banco, calles y ático. El banco muestra un relieve de la Anunciación, de factura romanista. Sobre el altar hay una escultura de finales del XVI o principios del XVII de Santa Apolonia. El Ecce-Homo es una pintura barroca de la época de la realización de la mazonería que remata en un Calvario.

#### Cabecera
Como se dijo, la circunda tras el presbiterio y el ábside del diseño inicial, un a modo de deambulatorio formado por tramos de bóvedas de crucería. 

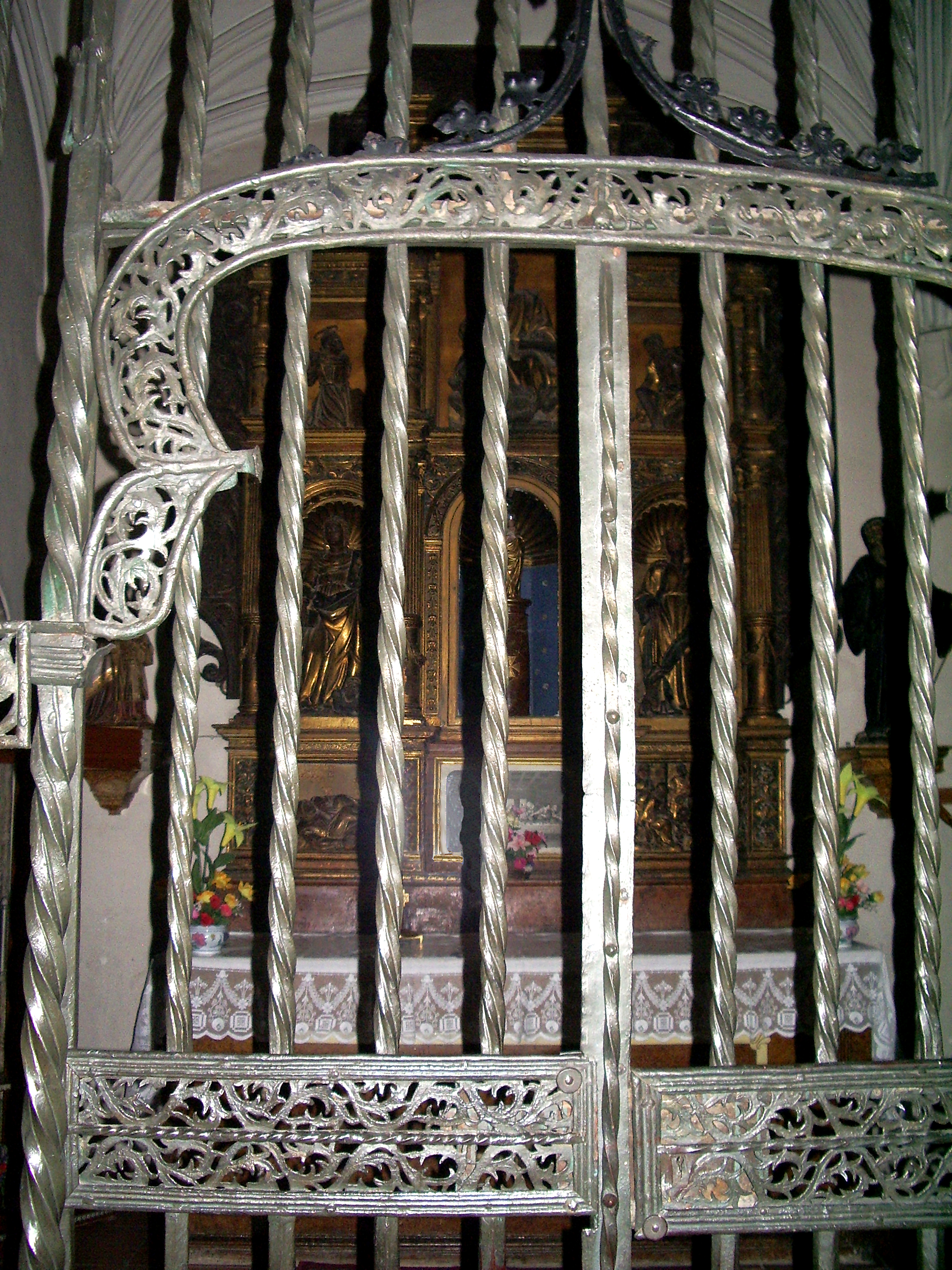
Detalle de la rejería gótica de la Capilla de la Virgen del Pilar (1529)

Capilla de la Virgen del PilarAl otro lado del altar encontramos la capilla de la Virgen del Pilar, antigua capilla del Corpus. Destaca la reja que la cierra, de 1529, fruto de los talleres de Jaime Tejedor en estilo gótico. El retablo es de comienzos del siglo XVI y se ha atribuido, erróneamente, a la mano de Damián Forment.
Capilla de la Virgen de los DoloresAbierta en el lado derecho de la cabecera, prácticamente en el centro del lado oriental del templo. Su nombre, popular, sustituye al de San Gregorio Ostiense. Es de planta cuadrangular y está cubierta con cúpula sobre pechinas rematada en linterna, todo ello obra del siglo XVIII. Contiene tres retablos: el más importante de finales del siglo XVIII con efigies del titular, San Gregorio, de San Juan Bautista y de San Félix Cantalicio. En la parte inferior, en el centro, la imagen de popular devoción de la Virgen de los Dolores. Los retablos laterales son aún más notables y datan de comienzos del siglo XVIII en estilo barroco. El retablo de San Antón, con titular de talla de alrededor de 1700, presenta tres calles y muestra columnas de ramas unidas dispuestas helicoidalmente. El retablo de Santo Tomás de Aquino completa la decoración de la capilla.

### Otros elementos del patrimonio de San Pablo
A pesar de no poder ser expuestos debido a la carencia de un museo adecuado para ello, la Iglesia de San Pablo alberga una buena cantidad de tesoros artísticos que conviene mencionar, entre los que destacan las obras de orfebrería.
Muy interesante es un busto-relicario de San Blas trabajado en plata. Su imagen realista, obra del platero Andrés Marcuello, es característica de la escultura del siglo XVI en Aragón y remite al busto de San Valero de la Catedral de la Seo, traído por Benedicto XIII, el Papa Luna, a la sede archidiocesana de Zaragoza en el siglo XIV.
Además hay que reseñar la existencia de tres bustos en plata de San Pedro, San Pablo y la Virgen del Pópulo del último cuarto del siglo XVII. Asimismo, es de notar la Cruz procesional de plata sobredorada, de entre 1715 y 1730 y varios objetos eucarísticos de distintas épocas. Para terminar, una Custodia de asiento el Arca del monumento de platería barroca, obras importantes de la orfebrería zaragozana.
También se guardan ocho tapices de Los hechos de los Apóstoles tejidos en Bruselas sobre cartones que remiten a los originales de Rafael, que fueron encargados por el papa León X para la ornamentación mural de la Capilla Sixtina.